# 회의 의제

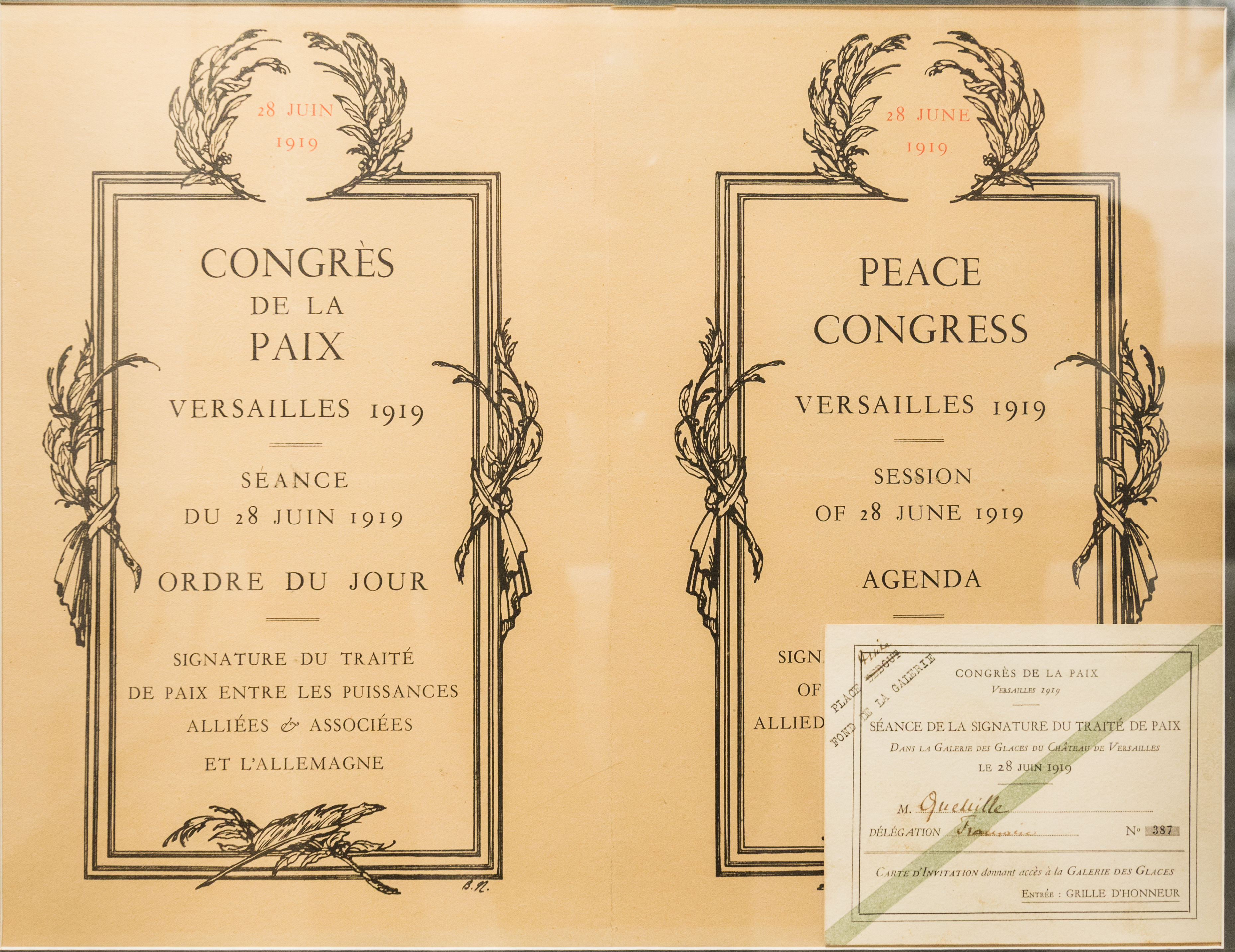

회의 의제 또는 어젠더(agenda)는 회의 활동 목록이다. 간단히 의제(議題), 안건이라고도 부른다. 행동을 취해야 할 하나 이상의 특정한 사업 항목을 포함하는 것이 일반적이다. 그러나 필수는 아니지만 하나 이상의 활동을 위한 특정 횟수를 포함할 수도 있다.

## 용어
어젠더(agenda)라는 용어는 agenda sunt 또는 agendum est의 준말 형태이며 각각 라틴어 동사 "이전에", "행동을 취하다"를 의미한다.

## 설명
회의 의제는 회의 중에 취할 사업 항목을 나열한다. "캘린더"(calendar)로 호칭하기도 한다. 회의 의제는 날짜, 시간, 회의 위치를 윗머리에 붙일 수 있으며 이어서 사업 수행과 관련한 일련의 요점들이 뒷따른다.

## 같이 보기
- 회의록